# Magisterium (His Dark Materials)
O Magisterium (em português: Magistério) é uma igreja cristã fictícia da série de livros His Dark Materials de Philip Pullman, que controla teocraticamente todo o mundo. O Magisterium é o órgão máximo em questões políticas, sociais e religiosas. Ele dita o que pode ser ensinado, controla a maior parte dos governos do mundo, e reage brutalmente a dissidência.

## História

### Origem
As questões das origens denominacionais do Magisterium são confusas. Pullman utiliza a retórica para dar a entender que no mundo de His Dark Materials as diversas igrejas cristãs, dentre elas a Igreja Católica, Ortodoxa e as demais Igrejas Protestantes se fundiram, por exemplo, João Calvino (um dos mais notáveis reformadores protestantes) no mundo de His Dark Materials foi um Papa. Calvino transferiu a sede do Papado de Roma para Genebra e criou o Tribunal Consistorial de Disciplina, aumentando o poder da Igreja sobre todos os aspectos da vida profundamente.
O Papado fora abolido após a morte de Calvino, e em seu lugar surgira vários tribunais, colegiados e conselhos, a partir desse momento os órgãos da Igreja passaram à ser conhecidos coletivamente como Magisterium. Devido à sua descentralização, o Magisterium também é cheio de lutas políticas. Vários de seus órgãos disputam maiores graus de poder, e muitas vezes são rivais, sendo que até mesmo ocultam informações entre si, a fim de promover suas próprias ambições políticas. Algumas de suas mais poderosas facções parecem ser o Conselho Geral de Oblação, a Sociedade do Trabalho do Espírito Santo, o Tribunal Consistorial de Disciplina e o Colegiado dos Bispos, diz-se que, no século XX, o Tribunal Consistorial de Disciplina tinha se tornado o mais temido de todos os órgãos da Igreja.

### Influência na ciência
O Magisterium mantém vigilância e controle sobre a ciência, ao qual nomeia de "teologia experimental", mantendo uma série de ensinamentos dogmáticos sobre a prática científica, e os "téologos experimentais" tem consciência que se descobrirem algo contrário à doutrina do Magisterium podem ser acusados de heresia, como ocorreu com Lorde Asriel, que foi sentenciado à morte pelo Magisterium por defender a teoria considerada herética da existência de vários mundos ou esferas, contrário à teoria de dois mundos defendida pelo Magisterium: o mundo material (Terra) e o espiritual (Céu e Inferno).

### Heresias fictícias combatidas pela Magisterium
Devido ao surgimento destas heresias no século XX, diz-se que o Magisterium estava prestes á reativar a Inquisição.
- Teoria Banard-Stokes (multiverso)
- As partículas elementares Rusakov (Pó)

### O declínio do Magisterium
No final do século XX de His Dark Materials, ocorre a Segunda Guerra do Céu, em que as igrejas de todos os mundos se reúnem para defender a Autoridade contra os anjos rebeldes e seres oprimidos pelas igrejas liderados por Lorde Asriel. Em seu mundo o poder do Magisterium cresce muito rapidamente e em seguida à derrota da Autoridade e das igrejas e com o desaparecimento dos líderes do Magisterium, seu poder declina e ocorre a separação entre igreja e estado.

## Críticas à retratação doMagisterium
O Magisterium, bem como outros aspectos de His Dark Materials tem ocasionado controvérsias entre grupos cristãos.  Cynthia Grenier, da cultura católica, disse: "No mundo de Pullman, o próprio Deus (a Autoridade) é um implacável tirano" Sua Igreja é um instrumento de opressão, e o verdadeiro heroísmo consiste em derrubar os dois." William A. Donohue da Liga Católica descreveu a trilogia como "ateísmo para crianças". 
Ruta Skadi, uma feiticeira convoca pessoas para a guerra contra o Magistério dizendo que "Na história [as Igrejas]... tentaram suprimir e controlar todos os impulsos naturais. E quando não pode controlá-los, eles os cortavam". Skadi depois estende as críticas á toda religião: "Isso é o que a Igreja faz, e cada igreja é a mesma: controla, destrói, oblitera todo bom sentimento". Nesta parte do livro, as feiticeiras fizeram referência à forma como são tratadas criminalmente pela igreja em seus mundos. Mary Malone, uma dos principais personagens da Pullman, afirma que "... a religião cristã é um erro muito poderoso e convincente". Anteriormente uma freira católica, ela desistiu de seus votos quando se apaixonou, duvidando então de sua fé.
Pullman, no entanto, encontrou o apoio de alguns outros cristãos, sobretudo de Rowan Williams, o Arcebispo de Cantuária (chefe espiritual da Igreja Anglicana), que afirma que os ataques de Pullman incidem sobre as limitações e os perigos do dogmatismo e do uso da religião para oprimir, e não no cristianismo em si. 